# Hololepta laevigata
Hololepta laevigata är en skalbaggsart som beskrevs av Guérin-ménéville 1833. Hololepta laevigata ingår i släktet Hololepta och familjen stumpbaggar. Inga underarter finns listade i Catalogue of Life.